# Bülbül yuvası
Le bülbül yuvası, est un dessert turc à base de pâte phyllo. Après la cuisson, les bülbül yuvası sont arrosés de sirop chaud et remplis de pistaches avant d'être servis.